# Organička arhitektura
Organička arhitektura je filozofija moderne arhitekture koja promovira sklad između ljudskog obitavališta i prirode. Pojam je prvi koristio znameniti američki arhitekt Frank Lloyd Wright (1867. – 1959.), premda njezina definicija nije bila potpuno jasna iz njegovih tekstova:
Koncept organičke arhitekture je inspiriran prirodnim oblicima starijih arhitekata kao što su bili Viollet le Duc i John Ruskin. Njihove ideje utjecale su na mnoge arhitekte i doprinijele su formiranju tri tumačenja organičke arhitekture, od kojih je prva upravo Franka Lloyda Wrighta. 

## Wrightova organička arhitektura
Wrightovo tumačenje pretpostavlja ujedinjenje prirode u cjelinu građevine kroz dizajn koji je toliko integriran u okolinu da dijelovi objekta, namještaj i okolina postaju dio jedinstvene međusobno podređene kompozicije. Njegovi zahtjevi su bili za harmonijom i jednostavnošću, poštovanjem prirode i građevinskih materijala, kao i jedinstvenošću svakog zasebnog elementa. Zbog svojega koncepta integracije prirodnog kamena i betona, unutrašnjeg i vanjskog prostora, prirode i prostora, Wright se smata utemeljiteljem organske arhitekture. Klasičan primjer organičke arhitekture je Fallingwater (Kuća na slapovima) koja je izgrađena na mjestu koje je bilo izazovno zbog strmog brda na vrhu vodopada i koje je očito inspiriralo Wrighta. Kao i cijeli Wrightov opus radova, i ta kuća nosi u sebi ideju cjelovitosti koja je postignuta u sintezi slobodno organiziranog interijera i u sintezi same kuće s okolinom. Lišena je suvišnih ukrasa, dok prirodni izgled lokalnih materijala od kojih je izgrađena pridonosi dojmu čvrste povezanosti s krajolikom – kao da je oduvijek tu.
Teoretičar David Pearson je predložio listu pravila po kojih bi se trebalo držati u organskoj arhitekturi; tako građevina mora:
- biti inspirirana prirodom i biti samoodrživa, zdrava, ekonomična i raznolika
- rasti iznutra kao iz sjemena
- postojati u trajnoj sadašnjosti i počinjati uvijek nanovo
- pratiti tokove, te biti fleksibilna i prilagodljiva
- podmiriti sociološke, fizičke i duhovne potrebe
- izrasti iz okoliša i biti jedinstvena
- slaviti duh mladosti, igre i iznenađenja
- izraziti ritam glazbe i snagu plesa[2]

## Arhitektura organičkih oblika
Drugo tumačenje organičke arhitekture temelji se na matematičkim i geometrijskim zakonima koje postoje u prirodi (biomorfizam). Organička arhitektura se definira kao arhitektonski stil temeljen na neravnim, zakrivljenim prirodnim oblicima. Svoj jedinstveni stil organičke arhitekture utemeljio je Antonio Gaudi proučavajući principe statike u prirodi i primjenjujući ih na svojim projektima.
Svi uzorci u prirodi koji se nama čine skladno su utemeljeni na matematičkim pravilima koja sama po sebi reguliraju simetriju, pravilnost i jedinstvo.
Priroda nije određena samo preciznim matematičkim pravilima. Postoje razni oblici kao
na primjer obrisi planina, jezera i dr. Tako imamo tvrdnju H. Häringa koji kaže da svaka prirodna lokacija i svaki strukturalni element imaju vlastiti oblik koji čeka da ga neki arhitekt otkrije i dalje razradi.
Nadalje, Richard Neutra zastupa tzv. biorealizam, te smatra da arhitektura treba predstavljati projektiranu fizičku okolinu, a uspješno projektirana sredina ima blagotvorni učinak na zdravstveno stanje i živčani sustav čovjeka. 

## Biomimikrija
Prema trećem tumačenju organička arhitektura nalazi inspiraciju u prirodi i oponaša oblike živih organizama koji reagiraju na vanjske utjecaje. Ona se temelji na biomimikriji, tj. potrazi za modelima živih organizama kako bi se njihovi uzorci replicirali u funkciji, formi ili tehnologiji projektiranja građevine. 
Granice između triju opisanih tumačenja organske arhitekture nisu potpuno jasne. Zapravo, one su rijetko uzajamno isključive i u praksi se često se nadopunjavaju ili preklapaju.

## Odabrani predstavnici
- Alvar Aalto
- Hermann Finsterlin
- Otto Frei
- Antoni Gaudi
- Hugo Häring
- Imre Makovecz
- Hans Scharoun
- Gustav Stickley
- Louis Sullivan
- Ivan Taslimson
- Frank Lloyd Wright
- Bruno Zevi

## Vanjske poveznice
- Organische-architektur.org (njem.)
- ADAO - The International Web Portal of Organic Architecture (engl.)
- Organic-architecture.com  Arhivirana inačica izvorne stranice od 31. srpnja 2019. (Wayback Machine)